# Marie-Étienne Peroz
Marie-Étienne Péroz (* 12. August 1857 in Montbozon, Département Haute-Saône; † 26. Januar 1910 in Paris) war ein französischer Offizier und Schriftsteller. Er kämpfte hauptsächlich in den französischen Feldzügen in Westafrika.

## Biografie
Péroz zeichnete sich durch eine auch für Zeitgenossen rasante Karriere aus. Kaum 18-jährig schrieb er sich als Freiwilliger im Heer der spanischen Carlisten ein und brachte es schnell zum Zugführer in der Kavallerie. Nach Beendigung der Kämpfe in Spanien lässt er sich von den französischen Kolonialtruppen, den Marinetruppen in Toulon anwerben (4ème régiment d’infanterie de marine). Nach fünf Jahren Dienst wurde er zum Leutnant befördert. Von 1881 bis 1883 diente er auf Guadeloupe, 1884 bis 1886 beteiligte er sich in Stellvertreterpositionen, 1886 bis 1887 befehlsgebend an den Feldzügen in Westafrika und diente als Unterhändler für den Vertrag von Bissandougou mit Samory. Zwischen 1888 und 1891 diente er als Ordonnanz im Kabinett des Kriegsministers Georges Boulanger in Paris. Nach dessen Sturz befehligte Péroz zwischen 1891 und 1892 erneut Feldzüge in Westafrika (campagne sur le Niger). 1894 bis 1895 diente er als Belohnung in der Karibik, 1896 bis 1897 war er im Stab der französischen Tonkin-Expedition. Am Ende seiner Karriere kehrte er nach Afrika zurück und begründete in den Jahren 1900/1901 das Dritte Militärterritorium, aus dem später die Kolonie Niger hervorging. 1904 trat er im Dienstgrad Oberst in den Ruhestand und widmete sich der Schriftstellerei.

## Schriften
- Étienne Péroz: Au Soudan français. Souvenirs de guerre et de mission. Calmann-Lévy, Paris 1891. Digitalisat
- Dictionaire français-mandingue. Paris 1891. Digitalisat